# Cynanchica tephrocarpa
Cynanchica tephrocarpa — вид квіткових рослин родини маренових (Rubiaceae).

## Біоморфологічна характеристика
Це сірувато-зелений напівкущик 3–20 см заввишки. Середні стовбурові листки лінійно-шилуваті 0.25–0.75 мм ушир.

## Поширення
Україна, Росія, Західний Сибір.
В Україні вид росте на оголеннях крейди — на Лівобережжі, на північному сході, у Донецькому Лісостепу та Сів. Дінцю (схід м. Ізюма) та за його притоками.